# 안토닌 노보트니
안토닌 노보트니(체코어: Antonín Novotný, 1904년 12월 10일 - 1975년 1월 28일)는 체코슬로바키아의 정치인이자 체코슬로바키아 공산당의 지도자로, 1953년부터 1968년까지 체코슬로바키아 공산당 제1서기, 1957년부터 1968년까지 체코슬로바키아 공화국 대통령을 지냈다.

## 일생
안토닌 노보트니는 1904년 프라하의 출신의 매우 가난한 벽돌공 가정에서 태어났다. 그의 가문은 노동계급이었고 전형적인 프롤레타리아였다. 따라서 노브트니는 매우 어렸을 때부터 금속노동자로 일하게 되었으며, 1929년 자신이 일하는 작업장에서 체코슬로바키아 공산당에 입당했다.
1938년 나치 독일의 체코슬로바키아 침공으로 인해 체코슬로바키아 공산당이 불법화되자 노브트니는  나치 독일에 저항하는 반파시즘 저항 운동을 펼쳤다. 1941년 그는 게슈타포에 체포되었고 오스트리아에 있는 악명높은 마우트하우젠 강제수용소에 수감됐다. 노브트니는 모진 박해에 굴하지 않고 수용소에서 나치즘을 비판하고 연합군을 지지하는 시위를 열었다. 1945년 5월 6일 붉은 군대의 프라하 공세가 성공하면서 체코슬로바키아는 해방되었고, 노브트니도 자유의 몸이 되었다.
노브트니는 곧바로 체코슬로바키아로 돌아왔고, 1946년에 체코슬로바키아 공산당 중앙위원회 위원으로 선출되었다. 1951년 루돌프 슬란스키가 티토주의로 몰려 숙청당한 이후 노브트니는 곧바로 그의 직책을 계승하였다. 노브트니는 1953년 2월에 총리로 임명되었고, 1953년 3월 체코슬로바키아 공산당 지도자인 클레멘트 고트발트가 사망하자 그의 뒤를  이어 국가 지도자가 되었다.
국가 원수가 된 그는 사회문화적 개방을 추진했고, 검열을 완화해 영화 산업 발전을 이끌었다. 그러나 그의 정부는 잘못된 경제 정책을 시행하여 민심을 잃었고 개혁파인 알렉산데르 둡체크에게 권력을 이양하고 정치계에서 은퇴하였다.
둡체크는 민심을 얻기 위해 노브트니를 당에서 제명하는 조치를 취했지만 바르샤바 조약군의 체코슬로바키아 침공으로 둡체크 정권이 붕괴되며 더 이상의 제제를 받지 않게 되었다.
노브트니는 비교적 평화로운 은퇴생활을 했고 프라하의 봄 과정에서도 중립을 지켰다. 1971년 구스타우 후사크가 정상화 조치를 시행한 이후 노브트니는 다시 체코슬로바키아 공산당 중앙위원회 위원으로 선출되었다.
그러나 노브트니는 이미 극심한 심근경색을 앓고 있었고 1975년 1월 28일에 사망하였다. 체코슬로바키아 공산당은 그의 죽음을 애도하는 입장을 내고 그의 사망을 발표하였다.

## 역대 선거 결과
| 선거명      | 직책명                  | 대수 | 정당                  | 득표율  | 득표수 | 결과 | 당락 |
| ----------- | ----------------------- | ---- | --------------------- | ------- | ------ | ---- | ---- |
| 1957년 선거 | 체코슬로바키아의 대통령 | 7대  | 체코슬로바키아 공산당 | 100.00% | 353표  | 1위  |      |
| 1964년 선거 | 체코슬로바키아의 대통령 | 7대  | 체코슬로바키아 공산당 | 100.00% | 353표  | 1위  |      |